# Pontelandolfo
Pontelandolfo là một thành phố và cộng đồng (comune) thủ phủ tỉnh Benevento trong vùng Campania nước Ý.
Đô thị Pontelandolfo có diện tích 28 ki lô mét vuông, dân số thời điểm năm 2007 là 2457 người.
Đô thị này có các đơn vị dân cư (frazioni) sau: Acqua del Campo, Carluni, Ciccotto, Giallonardo, Grotte, Guitto, Lena, Malepara, Marziello, Pianelle, Pontelandolfo Scalo, Pontenuovo, Santa Caterina, Santillo, Sorgenza.
Các đô thị giáp ranh: 
Pontelandolfo tọa lạc trong các đồi Sannio trong tỉnh Benevento nửa chừng giữa Napoli và Campobasso. Khu vực Pontelandolfo ngày nay đã được định cư từ thời rất cổ xưa. Tên của làng xuất phát từ huyền thoại Pontis Landulphi, hoặc cầu của Landolpho, người đã chết bảo vệ cây cầu chống lại người La Mã trong khi dân làng chạy đến nơi an toàn. Cây cầu được cho là đã bắc qua sông Alento.
Pontelandolfo chủ yếu là nhớ đến như là địa điểm, cùng với Casalduni, của một vụ thảm sát dân số phần lớn là vô tội của quân đội chiếm đóng Piedmontese vào năm 1861.
Nhiều dân làng di cư sang Hoa Kỳ, với một cộng đồng lớn định cư trong và xung quanh Waterbury, Connecticut, nơi họ thành lập Pontelandolfo Community Club.